# Andrew Patterson (Regisseur)
Andrew Patterson ist ein US-amerikanischer Werbefilmproduzent und Filmregisseur.

## Leben
Andrew Patterson stammt aus Oklahoma und begann nach dem Abitur als selbständiger Produzent von Videofilmen und Werbespots zu arbeiten. Im Laufe der Jahre hatte Patterson für seine Arbeit die gesamte Ausrüstung gekauft, die man braucht, um einen Film drehen zu können, darunter auch Equipment, das in Oklahoma nur schwer zugänglich ist. So war seine Produktionsfirma GED Media in Edmond im Besitz eines Movi-Gimbals.
Nachdem Patterson mit seinem Team verschiedene Ideen durchgespielt hatte, was man mit dem Movi-Gimbal tun könnte und der Vorschlag kam, einen UFO-Film zu drehen, der in den 1950er Jahren angesiedelt ist, realisierte er mit Die Weite der Nacht sein Spielfilmdebüt. Er ließ dabei seine Erfahrungen aus den Werbefilmproduktionen einfließen, so die Beleuchtung  betreffend, die für den Film von besonderer Bedeutung war. Der Film wurde vollständig von ihm finanziert, unter anderem beim Edinburgh International Film Festival und dem Toronto International Film Festival gezeigt und von Kritikern sehr positiv aufgenommen, besonders im Hinblick darauf, dass Patterson keine Filmausbildung durchlaufen hat.
Für seinen zweiten Film The Rivals of Amziah King konnte Patterson bekannte Schauspieler wie Matthew McConaughey, Kurt Russell, Cole Sprouse, Owen Teague, Tony Revolori und Rob Morgan gewinnen. Auch Jake Horowitz, der Hauptdarsteller aus Die Weite der Nacht, spielt in den Film. Die Premiere von The Rivals of Amziah King fand im März 2025 beim South by Southwest Film Festival statt.

## Auszeichnungen
Chicago Film Critics Association Award
- 2020: Nominierung als Vielversprechendster Filmemacher (Die Weite der Nacht)[9]

Edinburgh International Film Festival
- 2019: Nominierung in der Kategorie Best International Feature Film (Die Weite der Nacht)

Gotham Award
- 2021: Auszeichnung für die Beste Nachwuchsregie (Die Weite der Nacht)[10]

Hamptons International Film Festival
- 2019: Nominierung für den Golden Starfish Award – Narrative Feature (Die Weite der Nacht)

Slamdance Film Festival
- 2019: Auszeichnung mit den Publikumspreis – Best Narrative Feature (Die Weite der Nacht)
- 2019: Nominierung für den Grand Jury Prize – Best Narrative Feature (Die Weite der Nacht)

The Overlook Film Festival
- 2019: Auszeichnung als Bester Film mit dem Jury Award (Die Weite der Nacht)

Toronto International Film Festival
- 2019: Nominierung für den People’s Choice Award – Midnight Madness (Die Weite der Nacht)